# Sigma Photo Pro
Sigma Photo Pro ist ein Raw-Konverter des Kameraherstellers Sigma. Die Software ermöglicht es, im Sigma-RAW-Format (X3F) aufgenommene Bilddateien zu entwickeln, zu bearbeiten und in JPEG- oder TIFF-Dateien zu konvertieren.
Sigma Photo Pro wird von Sigma kostenlos angeboten. Die aktuelle Version ist 6.8.3, die mindestens Windows 10 oder macOS Big Sur 11 voraussetzt und  mit Hilfe von Rosetta 2 auf Apple Computern mit M1 oder M2 Prozessoren läuft.
Ältere Versionen werden von Sigma nicht mehr unterstützt und sind, wie beispielsweise Version 6.7.5, nur noch über inoffizielle, private oder archivierte Internetseiten verfügbar. Eine Ausnahme bildet Version 6.5.4 für Windows, die letzte Version für 32-Bit Prozessoren, die von Sigma nach wie vor zum Download bereitgestellt wird.

## Unterstützte Kameras
Die RAW-Dateien der folgenden Kameramodelle werden von Sigma Photo Pro unterstützt:
- Sigma SD9
- Sigma SD10
- Sigma SD14
- Sigma SD15
- Sigma SD1 und Sigma SD1 Merrill
- Sigma sd Quattro
- Sigma fp
- Sigma DP1
- Sigma DP1s
- Sigma DP1x
- Sigma DP2
- Sigma DP2s
- Sigma DP2x
- Sigma DP1 Merrill
- Sigma DP2 Merrill
- Sigma DP3 Merrill
- Sigma dp0 Quattro
- Sigma dp1 Quattro
- Sigma dp2 Quattro
- Sigma dp3 Quattro